# Lucifer (roman)
Lucifer is een roman van Connie Palmen die op 1 maart 2007 verscheen bij Uitgeverij Prometheus.
Lucifer is te beschouwen als een sleutelroman. Palmen stelt in de flaptekst van haar boek zelf dat het boek is geïnspireerd door gebeurtenissen in het leven van de componist Peter Schat en zijn vrouw, de actrice Marina Schapers. Zij doet dit, nog steeds volgens de flaptekst, "door feiten en fictie subtiel te verweven en zonder de pretentie de historische werkelijkheid weer te geven." Voorts bevat het boek enkele verwijzingen naar het gelijknamige toneelstuk van Joost van den Vondel.

## Embargo
Lucifer verscheen officieel op 1 maart 2007. Volgens een embargo mocht het boek pas vanaf 18.00 uur worden verkocht. Desondanks werd het boek op 28 februari al verkocht bij enkele grote Amsterdamse boekwinkels.

## Verhaal
Het boek handelt over de componist Lucas Loos en zijn vrouw, de actrice Clara Wevers. Tijdens een vakantie op het Griekse eiland Skyros valt Clara Wevers van het terras van hun vakantievilla en stort in een ravijn. Ze is op slag dood. De vertelster van het verhaal ontrafelt vijfentwintig jaar na dato de verhalen die de ronde doen over de dood van Clara Wevers.

### Eerste bedrijf
Hierin vertelt Palmen over een ontmoeting met een groepje oude vrienden van Lucas Loos. Loos is dan net dood. Het is in de zomer van 2005, terwijl Loos stierf in 2003. Zij herkent een van die vrienden als ze langs een terrasje loopt. Dit is Prins. De anderen zijn: Mica van Hoorn, een actrice, Jacoba Malink, een operazangeres en Thomas Burggraaf, de ex van Jacoba en echtgenoot van Mica. Prins vertelt Palmen hier over de dood die ze aan het bespreken zijn, die van Clara Wevers. Het is een discussie en elk lid aan de tafel heeft een andere mening over Wevers' dood. Hij heeft haar vermoord, ze heeft zelfmoord gepleegd, maar het was een ongeluk en hij heeft het niet gedaan.

### Tweede bedrijf
Het tweede bedrijf vertelt over de situatie van de dood. Clara Wevers en Lucas Loos bezitten een pand in Amsterdam, daar hebben zij echter altijd mensen over de vloer. Daar zij wat meer tijd samen willen doorbrengen, willen zij een paar weken naar Griekenland, om daar een villa te bewonen, samen met hun zoon Quint. Op het laatste moment gaat ook de actrice Bella Basten en haar zoon Levi mee, die ongeveer even oud is als Quint. Ze hebben problemen in dat huis en vaak ruzie. Op een dag ontmoeten ze nog een paar jonge studenten op het strand, Lucas, die eigenlijk homoseksueel is, gaat een gesprek aan, waarbij hij zijn oog duidelijk op een van hen heeft laten vallen. Hij praat over de Oude Grieken en de mythologie in het algemeen en verbindt passages waar nodig en verandert ze waar ze niet bij elkaar passen. Hij nodigt ze die avond uit in de villa.
Die avond hebben Clara en Lucas weer eens ruzie. Ze zitten te praten, terwijl Clara op de rand van het terras zit, de villa staat boven op een berg. De twee jongens komen langs en Clara probeert ze te versieren, daar ze jaloers is op de aandacht die de jongens van haar eigen man opeisen. Terwijl de problemen hoger oplaaien, gaat Bella naar bed. Het verschrikkelijke gebeurt: Clara valt van de rand van het terras, de berg af, dood. De vraag is natuurlijk wie het gedaan heeft, is ze zelf gevallen of heeft Lucas haar geduwd.
Lucas wordt in eerste instantie door de aanwezige agenten als verdachte gezien.

### Derde bedrijf
In Nederland wordt geschokt gereageerd op de dood van Clara. Lucas is een bekend componist en er komen direct speculaties dat hij de moord misschien gepleegd zou hebben. Het is bekend dat Lucas en Clara eigenlijk altijd ruzie hadden.
Het probleem is voor Lucas om Clara zo snel mogelijk naar Nederland te krijgen en hier te begraven. Hij krijgt het voor elkaar, terwijl in Nederland iedereen aan het verwerkingsproces is begonnen. Quint mocht, volgens Clara, niet door Lucas alleen worden opgevoed. Ze wilde dat hem een normaal gezin, met vader en moeder, ten deel viel. Dit bericht wordt door Lucas niet al te serieus opgevat, want aan het handschrift waarin het geschreven is ziet hij dat Clara ten tijde van het schrijven dronken moet zijn geweest.

### Vierde bedrijf
Clara wordt begraven te Amsterdam, de stad waar zij het grootste deel van haar leven gewoond heeft. Herinneringen worden opgehaald en Lucas en Quint komen naar Nederland. Hier worden zij opgevangen door vrienden.
Het hele bedrijf leeft toe naar de begrafenis van Clara.

### Vijfde bedrijf
In het laatste bedrijf schrijft de auteur, net als in het eerste bedrijf, weer over haar eigen ervaringen. Ze gaat in op de uitnodiging van Prins om het hele verhaal te horen van de leden van De Kring.

## Ontvangst
Het boek is vanaf het moment van uitgave omstreden vanwege de overduidelijke overeenkomsten met talrijke details uit de levens van de componist Peter Schat, die nauwelijks 4 jaar voor de uitgave van het boek is overleden en diens vrouw Marina Schapers. Palmen laat haar hoofdfiguur aan aids overlijden als een soort boete voor zijn biseksuele levenswandel. Peter Schat was biseksueel en overleed aan kanker. Het begrip toonklok - door de componist bedacht en uitgewerkt - verandert de schrijfster in klankklok. Dit zijn enkele voorbeelden van het omzetten van de werkelijkheid in de fictie van dit boek.